# 奧蘭治特里 (佛羅里達州)
奧蘭治特里（英語：Orangetree）是位於美國佛羅里達州科利爾縣的一個人口普查指定地區。

## 地理
奧蘭治特里的座標為26°17′22″N 81°35′05″W / 26.28944°N 81.58472°W，而該地最高點為海拔高度4米（即13英尺）。

## 人口
根據2010年美國人口普查的數據，奧蘭治特里的面積為11.40平方千米，當中陸地面積為9.90平方千米，而水域面積為1.50平方千米。當地共有人口4406人，而人口密度為每平方千米386人。